# 泰纳鲁河战役
泰纳鲁河战役，有时被称为伊鲁河战役，亦或鳄鱼溪战役，是大日本帝国陆军和美国海军陆战队于太平洋战争期间的1942年8月21日在瓜达尔卡纳尔岛上爆发的一次陆上战役。这是日本陆军在瓜达尔卡纳尔战役期间发动的第一次大规模的陆上攻势。
此次战斗中，美国海军陆战队少将亚历山大·范德格里夫特击退了由日本陆军大佐一木清直所统领的“一木支队”对岛上美军防线的攻势。当时美国海军陆战队正在守卫伦加防线，这条防线是为了保护在8月7日在瓜达尔卡纳尔登陆时盟军占领的亨德森机场而修筑的。为了应对盟军的登陆行动，日本陆军中将百武晴吉派遣一木清直统率的陆军部队前往瓜达尔卡纳尔岛，他们的作战目标是从美军手中夺回亨德森机场并将其驱逐出该岛。
一木清直低估了美军在岛上的防卫力量，他认为刚刚登陆没多久的美军还没来得及部署军队。于是他率领着约1000余人的陆军部队在8月21日凌晨向位于伦加防线东翼鳄鱼溪的美军阵地发动了猛烈进攻。一木清直对美军阵地的袭击落败了，他的部队也损失惨重。美军在天亮后对一木清直的部队发动了反攻，造成了日军更大的人员伤亡。一木清直部队下属第1梯队中的917人，只有128人在此战后幸存，一木清直本人也在战斗即将结束时切腹自杀。
这次战役是日本陆军在瓜达尔卡纳尔战役中三次主要的陆上攻势中的第一次。日本人在此次战役结束后意识到，瓜达尔卡纳尔岛上的美军人数比原先估计的要大得多。于是百武晴吉此后便向瓜岛派遣了规模更大的陆军部队，他们继续试图夺回亨德森机场。

## 背景
1942年8月7日，美军在所罗门群岛的瓜达尔卡纳尔岛、图拉吉岛和佛罗里达群岛登陆。在这些岛屿上的登陆是为了不让日军将其用作威胁美国和澳大利亚之间补给线的基地，并确保这些岛屿作为战役的出发点，最终目标是孤立日军在拉包尔的主要基地，同时支援盟军的新几内亚战役。登陆后，开始了长达6个月的瓜达尔卡纳尔岛战役。
出乎日军意料的是，盟军登陆部队在8月8日夜幕降临前，完成了确保图拉吉和附近小岛，以及瓜达尔卡纳尔岛伦加点正在建设的机场的初步目标。当晚，在运输船卸货时，掩护运输船的盟军战舰被日本中将三川军一指挥的由7艘巡洋舰和1艘驱逐舰组成的舰队打了个措手不及。在萨沃岛海战中，1艘澳大利亚巡洋舰和3艘美国巡洋舰被击沉，另有1艘美国巡洋舰和2艘驱逐舰受损。里士满·特纳海军少将在8月9日傍晚前撤出了所有剩余的盟军海军部队，没有从运输船上卸下所有的重装备、辎重和部队；不过师部的大部分火炮已经登陆，包括三十二门75毫米和105毫米榴弹炮。但仅有五天的口粮得以卸下。
瓜达尔卡纳尔岛登陆的海军陆战队最初集中在机场周围形成防御圈，将登陆物资转移到圈内，并整理机场。范德格里夫特将他在瓜达尔卡纳尔岛的1.1万名部队布置在伦加点地区周围，形成松散的包围圈。在四天的紧张工作中，物资从登陆海滩被转移到周边范围内的分散堆放点。主要利用缴获的日军设备，立即开始对机场进行施工。8月12日，机场以在中途岛海战中牺牲的海军陆战队飞行员洛夫顿·亨德森少校的名字命名为亨德森机场。缴获的日军存货使粮食供应增加到足以支撑14天。为了节约有限的粮食供应，盟军每天只能吃两顿饭。
为了应对盟军在瓜达尔卡纳尔岛的登陆，日本帝国总司令部指派驻扎在拉包尔的日本陆军第17军（一个军团规模的司令部，由百武晴吉中将指挥）负责从盟军手中夺回瓜达尔卡纳尔岛的任务。第17军目前正全力投入日军在新几内亚的战役，只有少数部队可以派往南所罗门地区。在这些部队中，川口清健少将指挥的第35步兵联队在帕劳战场作战，第4（青叶）步兵联队驻守于菲律宾，而一木清直大佐指挥的第28（一木）步兵联队则在从关岛返回日本的海上路途中。不同的部队立即开始向瓜达尔卡纳尔岛移动，但一木的联队作为距离最近的部队，首先抵达。
8月12日，日军一名高级参谋从拉包尔对瓜达尔卡纳尔岛上的美军陆战队阵地进行空中侦察，发现空旷处的美军很少，附近海域也没有大型舰艇，使帝国总部相信盟军已撤走了大部分部队。事实上，盟军没有一支部队撤走。百武下达命令，让一木联队900人的先头部队由快速战舰在瓜达尔卡纳尔岛登陆，立即攻击盟军阵地，重新占领伦加点的机场区域。一木联队的剩余人员将在稍后用较慢的运输工具送到瓜达尔卡纳尔岛。在日军在特鲁克的主要海军基地，也就是将一木联队运送到瓜达尔卡纳尔岛的中转站，一木大佐被告知，2000-10000名美军正在守卫瓜达尔卡纳尔岛滩头，他应当“避免正面直接攻击”。
8月19日01:00，一木和他所在联队的2300名官兵中的916名官兵被指定为 "第一梯队"，携带7天的粮食补给，由6艘驱逐舰运送到伦加点以东约35公里(22英里)的泰武点。一木奉命侦查美军阵地，等待其余部队的到来。他们被称为“‘旭’字一木支队”，是一支精锐的、战斗经验丰富的部队；但正如即将被发现的那样，他们被胜利冲昏了头脑——由于之前的成功而感到过度自信。一木对自己部下的优势非常有把握，他决定在剩余的大部分部队到达之前消灭美军守军，甚至在日记中写道：“8月18日，登陆；8月20日，夜晚行军与战斗；8月21日，享受胜利果实。”他炮制了一个令人胆战心惊的简易计划：直接从海滩上行军，穿过美军的防线。一木留下约100名人员留作后方掩护，带着部队剩余的800人向西行进，并在黎明前在伦加周边以东约14公里（8.7英里）处扎营。驻伦加点的美国海军陆战队收到日军登陆的情报，立即采取措施了解具体情况。

## 战斗

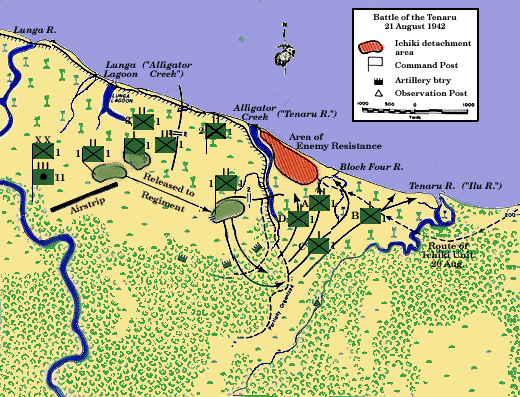
8月21日的战斗

8月21日午夜刚过，一木清直的主力部队抵达鳄鱼溪东岸，并出乎意料地遇到了美国海军陆战队的阵地，他没想到美军会驻扎在离机场这么远的地方。附近的美国海军陆战队监听哨站在撤退到小溪西岸之前，听到了“叮当”声、人声和其他噪音。凌晨1时30分，一木支队以机关枪和迫击炮向河西岸的海军陆战队阵地开火，大约100名日军士兵越过沙洲向海军陆战队发起第一波冲锋
。
海军陆战队的机枪射击和37毫米筒弹炮的火力杀死了大部分穿越沙洲的日军士兵。一些日军士兵到达了海军陆战队的阵地，与守军展开肉搏战，并占领了海军陆战队的一些前线阵地。日军的机枪和步枪从河东侧射击，打死了几名海军陆战队机枪手。一个在前线后方作为預備隊的海军陆战队连，击杀了大部分剩余的突破了前线防御的日军士兵。日军的第一轮进攻在其开始的一小时后结束。
2时30分，由约150至200人组成的第二波日军再次越过沙洲发起进攻，再次几乎全军覆没。在此次攻击中，至少有一名幸存的日军军官建议一木清直撤回其剩余部队，但一木拒绝这样做。
当一木支队在河东岸重新集结时，日军的迫击炮轰击了海军陆战队的防线。海军陆战队以75毫米火炮和迫击炮对其进行回击。大约在清晨5时，另一波日军发起进攻，这一次，他们试图涉水通过海浪，向海滩西岸的河床地区发起攻击，从侧面攻击海军陆战队阵地。海军陆战队在海滨地区用重机枪和大炮进行反击，再次对进攻部队造成惨重伤亡，迫使他们放弃进攻，撤回到河湾东岸。在接下来的几个小时里，双方在沙洲和河滨相互以步枪、机枪和大炮进行近距离火力攻击。
尽管一木支队损失惨重，但其仍驻扎在河湾东岸，既不愿，也不能撤退。8月21日拂晓时，面对一木支队的海军陆战队指挥官们商议了如何最好地实现进攻，他们决定反击。克雷斯韦尔领导下的陆战1团第一营越过鳄鱼河上游战斗区域，从南、东两方向包围了一木支队，切断了其撤退的道路，并开始将其“压缩”到河东岸椰子林中的一个小区域。
亨德森机场的飞机扫射了试图从海滩上逃跑的日军士兵，下午晚些时候，四五辆海军陆战队的M3斯图尔特坦克越过沙湾向椰林发起攻击。坦克用机关枪和筒形加农炮扫射了椰林，并碾过了任何不能或不愿让路的日军士兵，无论其是活着的还是死去的。当坦克攻击结束时，范德格里夫写道：“坦克的后部看起来就像是绞肉机。” 